# Абель Ян Карлович
Ян Карлович Абель (1895, тепер Латвія — 1988?) — радянський діяч, дипломат. Член Центральної контрольної комісії ВКП(б) у 1924—1927 роках. Член ЦВК СРСР 3-го скликання.

## Життєпис
Брав участь у революційному русі. Член РСДРП з 1905 року.
За підпільну діяльність деякий час перебував у в'язниці.
У 1917—1924 роках — на партійній, профспілковій, радянській роботі.
У 1924—1927 роках — голова Воронезької губернської контрольної комісії ВКП(б) — губернської робітничо-селянської інспекції.
У 1928—1929 роках — секретар, член президії, в 1929 році — заступник голови ЦК Міжнародної організації допомоги борцям революції (МОДР).
З 1930 по січень 1932 року працював у Торговому представництві СРСР у Німеччині.
У січні 1932 — квітні 1934 року — торговий представник СРСР у Польщі.
У 1935—1937 роках — голова ЦК Спілки працівників зовнішньої торгівлі.
Подальша доля невідома.